# Aiuto! mi ama una vergine
Aiuto! mi ama una vergine (Hilfe, mich liebt eine Jungfrau) è un film del 1970 diretto da Arthur Maria Rabenalt.

## Trama
Armand è un gran seduttore e donnaiolo indebitato col banchiere Dalfour. Armand salverà le finanze della sua famiglia sposando Amelie, figlia del banchiere.